# Таурит, Роберт Карлович
Роберт Карлович Та́урит (1906—1969) — советский скульптор-монументалист.

## Биография
Родился 1 ноября 1906 года.
Учился в Петроградском ВХУТЕИНе. Дипломная работа в ВАХ — памятник В. И. Ленину.
Жил и работал в Ленинграде. До войны создавал памятники советским вождям — В. И. Ленину, И. В. Сталину, К. Е. Ворошилову. В осаждённом Ленинграде, участвовал в маскировке главных памятников архитектуры от авиационной угрозы, во время блокады Роберт Карлович строил аэродромы занимался созданием агитплакатов и рельефов мотивировавших защитников и жителей Ленинграда. Во время блокады был эвакуирован с семьей в Тихвин. В 1944 году с разрешения командования скульптор, находившийся тогда на военной службе, начинает заниматься консервацией лепного декора Павловского дворца. С конца 1940-х годов преподавал в ЛВХПУ имени В. И. Мухиной на кафедре скульптуры. Воззрения скульптора помогли воспитать плеяду мастеров классической традиции, которым предстояло восстановить поврежденный город и пострадавшие пригородные ансамбли прошлых веков. Преподавательскую деятельность совмещал с творческой, принимая активное участие в создании монументальных памятников памяти победы и жертв войны совместно с коллегами по вузу.
Умер в 1969 году. Похоронен в Ленинграде на Богословском кладбище.

## Творчество
- мемориальные ансамбли на братских могилах Пискарёвского мемориального кладбища с бронзовой скульптурой «Мать-Родина» (архитекторы А. В. Васильев, Е. А. Левинсон, скульпторы В. В. Исаева, Р. К. Таурит, 1960) и Серафимовского кладбища (архитекторы Я. Н. Лукин, скульпторы Р. К. Таурит и др., 1965). К созданию монументальных рельефных украшений и скульптур Таурит привлекал студентов кафедры, им поручался процесс увеличения моделей и лепки фигур, что дало бесценный практический опыт, который они пронесли через всю свою творческую жизнь.

## Признание
- Сталинская премия второй степени (1950) — за скульптуру «В. И. Ленин и И. В. Сталин в Горках» (с В. Б. Пинчуком)